# Leptoconops brasiliensis
Leptoconops brasiliensis är en tvåvingeart som först beskrevs av Lutz 1913.  Leptoconops brasiliensis ingår i släktet Leptoconops och familjen svidknott. Inga underarter finns listade i Catalogue of Life.